# Altorricón
Altorricón is een gemeente in de Spaanse provincie Huesca in de regio Aragón met een oppervlakte van 32 km². Altorricón telt 1.466 inwoners (1 januari 2016).